# Calochrysa extranea
Calochrysa extranea is een insect uit de familie van de gaasvliegen (Chrysopidae), die tot de orde netvleugeligen (Neuroptera) behoort. 
Calochrysa extranea is voor het eerst wetenschappelijk beschreven door Esben-Petersen in 1917.